# Estádio de São Miguel
 (avril 2025).
Le Estádio São Miguel est un stade de Gondomar au Portugal. 
Le stade a été inauguré en 1921 et a une capacité de 2 450 places et pour club résident le Gondomar SC.